# Грчко-турски рат (1897)
Грчко-турски рат 1897, такође познат под именом Тридесетодневни рат или Црна '97 у Грчкој, је био рат вођен између Краљевине Грчке и Османског царства. Његов непосредни повод је било питање статуса османске провинције Крит, где је грчка већина већ дуго тражила уједињење са Грчком и подигло Критски устанак. Као резултат интервенције Великих сила након рата, 1898. године створена је аутономна Критска држава под османским суверенитетом и са принцом Ђорђем од Грчке као високим комесаром. Ово је био први рат у ком је грчко војно и политичко руководство било на проби после Грчког рата за независност.
Рат је ставио војно и политичко особље Грчке на пробу у званичном отвореном рату по први пут од грчког рата за независност 1821. За Османско царство, ово је био и први ратни напор да се тестира реорганизована војска система. Османска војска је деловала под вођством немачке војне мисије коју је (1883–1895) водио Колмар фон дер Голц, који је реорганизовао османску војску након њеног пораза у руско-турском рату 1877–1878.
Сукоб је показао да је Грчка била потпуно неспремна за рат. Планови, утврђења и наоружање нису постојали, официрски слој није био прилагођен задацима, а обука је била неадекватна. Као резултат тога, бројчано надмоћније, боље организоване, опремљене и вођене османске снаге, састављене од албанских ратника са борбеним искуством, потиснуле су грчке снаге јужно од Тесалије и запретиле Атини, да би прекинуле ватру када су велике силе убедиле султана да пристане на примирје. Рат је значајан по томе што је први снимљен камером, иако је снимак од тада изгубљен.

## Историја
Године 1878. Османско царство је, према одредбама Берлинског конгреса, потписало Халепски пакт који је подразумевао спровођење органског закона из 1868. године, обећаног, али никада спроведеног од стране Османске владе, којим је Крит требало да добије статус аутономне територије. Османски комесари су, међутим, у више наврата игнорисали конвенцију, изазивајући три узастопне побуне 1885, 1888. и 1889. Године 1894. султан Абдул Хамид II је поново именовао Александра Каратеодори пашу за гувернера Крита, али Каратеодори је спровео споразум који је наишао на бес муслиманског становништва острва и довео је до поновних сукоба између грчке и муслиманске заједнице тамо 1896. године. Да би угушили немире, стигла су османска војна појачања док су се грчки добровољци искрцали на острво да подрже грчко становништво. У исто време, флоте великих сила патролирале су водама Крита, што је довело до даље ескалације. Са султаном је постигнут договор и тензије су се повукле. У јануару 1897. избило је поновно насиље док су обе стране покушавале да учврсте своју власт. Хришћански округ Хања је запаљен и многи су побегли у страну флоту усидрену изван града. Критски револуционари објавили су борбу за независност и унију са Грчком.
Грчки премијер Теодорос Делигијанис био је подвргнут жестоким критикама свог противника Димитриоса Ралиса због његове наводне неспособности да се носи са тим питањем. Континуиране демонстрације у Атини оптужиле су краља Ђорђа и владу за издају критског циља. Национално друштво, националистичка, милитаристичка организација која се инфилтрирала на све нивое војске и бирократије, залагала се за конфронтацију са Османлијама.
Дана 6. фебруара 1897. (према савременом грегоријанском календару; био је то 25. јануар 1897. по јулијанском календару који је тада био у употреби у Грчкој и Османском царству, који је заостајао 12 дана за грегоријанским током 19. века) први војни бродови, у пратњи бојни брод Хидра, пловио је за Крит. Пре него што су стигли, мала ескадрила грчке морнарице под командом принца Ђорђа од Грчке и Данске појавила се код Крита 12. фебруара (31. јануара јулијанског календара) са наређењем да подржи критске устанике и напада османске бродове. Шест великих сила (Аустроугарска, Француска, Немачко царство, Краљевина Италија, Руско царство и Уједињено Краљевство) већ су распоредили ратне бродове у воде Крита да формирају поморску „Међународну ескадрилу“ како би интервенисали и одржавали мир на острву. Велике силе су такође упозориле принца Ђорђа да не улази у непријатељства; Принц Ђорђе се вратио у Грчку следећег дана. Међутим, војни бродови су 14. фебруара (2. фебруара по јулијанском календару) искрцали два батаљона грчке војске под командом пуковника Тимолеона Васоса код Платанијаса, западно од Хање. Упркос гаранцијама које су велике силе дале о османском суверенитету над острвом, Васос је по доласку једнострано прогласио унију са Грчком. Силе су реаговале захтевајући да Делигијанис одмах повуче грчке снаге са острва у замену за статут аутономије.
Захтев је одбијен, па је 19. фебруара  дошло до прве велике битке између Грка и Османлија када су грчке експедиционе снаге на Криту победиле османске снаге од 4.000 људи у бици код Ливадеје. Наређено да се држи даље од главног града Крита али је Васос након тога постигао мало тога на Криту, али су критски устаници напали османске снаге током фебруара и марта 1897. Ратни бродови Међународне ескадриле бомбардовали су побуњенике да разбију њихове нападе и избаце међународне снаге морнара и маринаца на копну да заузму Хању, а до краја марта велике борбе на Криту су се завршиле, иако је устанак настављен.
Грчка војска је била састављена од три дивизије, од којих су две заузеле положаје у Тесалији и једна у Арти у Епиру. Престолонаследник Константин је био једини генерал у војсци. Команду над снагама преузео је 25. марта. Грчка војска у Тесалији се састојала од 45.000 људи, 500 коњаника и 96 топова, док је војска Епира имала 16.000 људи и 40 топова. Противничку османску војску чинило је осам пешадијских дивизија које су углавном чинили Албанци и једна коњичка дивизија. На Тесалијском фронту је имала 58.000 људи, 1.300 коњаника и 186 топова, док је у Епиру могла да постави 26.000 људи и 29 топова. Едхем-паша је имао општу команду над османским снагама.
Осим очигледне разлике у бројности, две стране су имале и значајне разлике у квалитету наоружања и војника. Османска војска је већ била опремљена својом другом генерацијом бездимних пушака са репетитором барута (модели Маузер 1890 и 1893), док су Грци били опремљени инфериорном спорометном пушком Грас. Постојао је и потенцијал за поморско такмичење. Године 1897. грчка морнарица се састојала од три мала бојна брода класе Хидра, једне крстарице и неколико старијих малих оклопних бродова и топовњача. Грчки бродови су бомбардовали турска утврђења и пратили транспорте трупа, али током рата није било веће поморске битке. Османска флота је имала седам бојних бродова и оклопних бродова који су бар били велики као грчки бојни бродови, и иако су већина њих били застарели дизајни, класа Османије је поново изграђена и модернизована. Османска морнарица је такође имала неколико мањих оклопних возила, две незаштићене крстарице и мање бродове укључујући и торпедне летелице. Османска флота није била одржавана, можда због султановог страха да ће снажна морнарица постати база моћи за завере против владе, а 1897. године, када су позвани у акцију, већина бродова је била у лошем стању и није могла да оспори контролу над море иза Дарданела.

### Рат
Дана 24. марта, око 2.600 нерегуларних трупа прешло је грчку границу у Македонији, која је била под османском влашћу, како би изазвало неред иза непријатељских линија дизањем локалног становништва против османске управе. Као резултат тога, Едхем-паша је 6. априла мобилисао своје снаге. Његов план је био да опколи грчке снаге и да користи реку Пиниос као природну баријеру да их гурне назад у централну Грчку. Ипак, његове позадинске снаге су заустављене док је центар његове формације заузео положај, мењајући његове првобитне планове. Грчки план је захтевао ширу борбу на отвореном, што би на крају коштало велике жртве против већ супериорног противника. Није преостала никаква озбиљна сила која би спречила османску војску да уђе у грчку престоницу Атину. Халил Рифат паша, затражио је од Абдулхамида дозволу да уђе у Атину. У договору са великим силама, руски цар Николај II је телеграфисао самог Абдул Хамида и захтевао да се рат заустави. Османска војска је 19. маја, у складу са султановом вољом, зауставила напредовање. Прекид ватре ступио је на снагу 20. маја 1897. године.
Званично, рат је објављен 18. априла када се османски амбасадор у Атини, Асим бег, састао са грчким министром спољних послова и најавио прекид дипломатских односа. Тешке борбе су се догодиле између 21. и 22. априла испред града Тирнавоса, али када су се надмоћне османске снаге окупиле и гурнуле заједно, грчки генералштаб је наредио опште повлачење, ширећи панику међу војницима и цивилима. Лариса је пала 27. априла, док се грчки фронт реорганизовао иза стратешких линија Велестина, у Фарсали. Ипак, дивизији је наређено да крене ка Велестину, пресецајући тако грчке снаге на два дела, на удаљености од 60 километара. Између 27. и 30. априла, под командом пуковника Константиноса Смоленског, грчке снаге су обуставиле и зауставиле напредовање Османлија. Дана 5. маја три османске дивизије напале су Фарсалу, присиљавајући уредно повлачење грчких снага у Домокос; уочи тих догађаја Смоленски су се повукли из тек поново заузетог Велестина у Алмирос. Волос је пао у османске руке 8. маја.
Код Домокоса су Грци окупили 40.000 људи на јаком одбрамбеном положају, којима се придружило око 2.000 италијанских добровољаца „црвенокошуљаша“ под командом Ричотија Гарибалдија, сина Ђузепеа Гарибалдија. Османско царство је имало укупно око 70.000 војника, од којих је око 45.000 било директно ангажовано у бици.
Нападачи су 16. маја послали део своје војске око бока Грка да пресеку њихову линију повлачења, али она није стигла на време. Сутрадан је остатак њихове војске извршио фронтални јуриш. Обе стране су се жестоко бориле. Османлије су држане у заливу ватром пешадије која се бранила све док њихов леви бок није поразио десни грчки. Османска формација је пробила, приморавајући на поновно повлачење. Смоленскису је наређено да остане на месту код пролаза Термопила, али је 20. маја ступио на снагу прекид ватре.
Дана 18. априла, османске снаге су под командом Ахмед Хифзи-паше напале мост у Арти, али су биле присиљене да се повуку и реорганизују око Пенте Пигадије. Пет дана касније пуковник Трасивулос Манос је заузео Пенте Пигадију, али је грчко напредовање заустављено због недостатка појачања против већ бројчано надмоћније опозиције. Дана 12. маја грчке снаге су покушале да одсеку Превезу, али су биле принуђене да се повуку уз велике губитке. Тек 20. септембра потписан је мировни споразум између две стране. Грчка је била принуђена да уступи мање пограничне области и плати велике одштете. Да би платила ово друго, грчка привреда је дошла под међународни надзор. За грчко јавно мњење и војску, принудно примирје је било понижење, наглашавајући неспремност земље да испуни своје националне тежње (Мегали идеја).

### Галерија
- Распоред грчких и османских снага 1. априла
- Распоред грчких и османских снага 25. априла
- Распоред грчких и османских снага 4. маја
- Распоред грчких и османских снага 10. маја
- Распоред грчких и османских снага 20. маја

## Последице
Упркос завршетку рата, устанак на Криту се наставио – иако без даље организоване борбе – до новембра 1898. године, када су велике силе избациле османске снаге са острва да би основале аутономну Критску државу под влашћу Османског царства. Званично основана у децембру 1898. године када је принц Ђорђе од Грчке и Данске стигао на Крит да преузме дужност високог комесара, Критска држава је опстала до 1913. године, када је Грчка формално анектирала острво.